# 英德府
英德府，中国南宋时设置的府，依潜藩升府制度置。
宋宁宗庆元元年（1195年），升英州为英德府，治所在真阳县（今广东省英德市），辖真阳县、浛洸县，属广南东路。元世祖至元十五年（1278年），改英德府为英德路总管府，属江西行省广东道。元武宗至大元年（1308年）复降为英德州，明朝降为英德县。